# Sd.Kfz. 251
El Sd.Kfz.251 Sonderkraftfahrzeug 251 (Vehículo motorizado especial), también conocido como Hanomag (aunque no hay evidencia de esta denominación en las fuentes contemporáneas, los oficiales alemanes se refirieron a ellos como Schützenpanzerwagen, o SPW, en sus memorias y órdenes diarias) era un semioruga blindado utilizado por el Ejército alemán durante la Segunda Guerra Mundial. Fue producido durante toda la guerra y es uno de los vehículos militares más conocidos de la historia.

## Historia, desarrollo y diseño
La génesis de este vehículo comenzó como una versión blindada del tractor de artillería semioruga Sd.Kfz.11, desarrollado por la firma Hansa-Lloyd, filial de Borgward y que en 1938 era construido por Hanomag. A requerimiento del Waffenamt se buscaba un vehículo blindado capaz de transportar un pelotón de Panzergrenadiers y sus equipos con el fin de acompañar en su despliegue a las Divisiones Panzer, protegiéndose del fuego de las armas enemigas y con algo de protección contra el fuego de artillería. Fue clasificado según la nomenclatura militar alemana como un Mittlere Schützenpanzerwagen (Vehículo Blindado Medio de Asalto). Su cabina abierta hacía que la tripulación fuera vulnerable a los proyectiles de alto poder explosivo y a las esquirlas.
Se decidió utilizar el mismo chasis que el del HL kl.5 / H kl.6 (véase Sd.Kfz.11) en el que iban soldados y remachados los característicos paneles inclinados de este vehículo. Este tipo de blindaje inclinado tipo Glacis, había sido probado en los prototipos del cañón autopropulsado 7,5cm Selbstfahrlafette L/40,8. El motor, radiador, compartimiento del conductor y la cabina trasera estaban blindados; el morro tenía un blindaje de 14,5 mm con una inclinación de 14°, 10,80 mm y 80° en la cubierta del motor, los paneles laterales y trasero 8 mm y 35° y 6 mm el suelo.
Tuvo cuatro modelos principales (A-D), con muchas variantes. Los dos primeros modelos se produjeron en pequeñas cantidades. La variante C se produjo en mayor cantidad, pero era un vehículo bastante difícil de construir debido al blindaje inclinado que tenía. La variante D tenía un diseño más simplificado y se puede reconocer fácilmente por su parte posterior inclinada de una sola pieza (con puertas planas).
Aunque era un vehículo diseñado para viajar a campo través, tenía algunas limitaciones derivadas de la falta de tracción de las ruedas delanteras, compensadas en parte por la gran longitud de las orugas.
La versión estándar (251/1) estaba equipada con 2 ametralladoras MG34 o MG42 situadas una en la parte delantera y otra en la parte posterior. La ametralladora de la parte posterior se solía usar como arma antiaérea.
Tenía un "hermano pequeño", el SdKfz 250, que básicamente era un modelo de similares características pero más corto y con menor capacidad de transporte. Por lo demás, era idéntico al Sdkfz 251 tanto en diseño como en uso.
Fueron producidas variantes para propósitos especiales, incluyendo aquellas armadas con cañones antiaéreos, obuses ligeros, cañones antitanque y morteros o grandes cohetes sin mecanismos de guía, así como una versión equipada con un proyector infrarrojo para marcar blancos y dirigir el fuego de los tanques Panther equipados con detectores de luz infrarroja.
Después de la guerra fue producido en Checoslovaquia por las fábricas Tatra y Škoda con el nombre de OT-810, siendo básicamente una copia de este.

## Empleo
Los primeros modelos de este vehículo fueron asignados a la 1.ª División Panzer en 1939.
Estos vehículos les permitían a los Granaderos Panzer seguir a los tanques y ofrecer apoyo cuando era necesario. En la práctica, nunca estuvieron disponibles suficientes semiorugas y varias unidades de Granaderos Panzer debían emplear camiones para su transporte. Solamente unas cuantas divisiones, como la Panzer Lehr, recibieron suficientes semiorugas para dotar a todas sus unidades de infantería.

## Variantes
- Sdkfz 251/1 - Schützenpanzerwagen. Semioruga blindado.
- Sdkfz 251/2 - Schützenpanzerwagen (Granatwerfer). Semioruga con mortero.
- Sdkfz 251/3 - Funkpanzerwagen. Semioruga con equipo de radio de largo alcance.
- Sdkfz 251/4 - Schützenpanzerwagen für Munition und Zubehör des leIG18. Semioruga blindado para transportar munición y remolcar cañones de infantería. Usado para transportar el PaK 38 de 50 mm, el PaK 40 de 75 mm y el obús de 105 mm.
- Sdkfz 251/5 - Schützenpanzerwagen für Pionierzug. Semioruga blindado para ingenieros, con botes inflables y pontones de asalto.
- Sdkfz 251/6 - Kommandopanzerwagen. Vehículo de mando con mapas y máquinas cifradoras y descifradoras.
- Sdkfz 251/7 - Pionierpanzerwagen. Otro semioruga para ingenieros, con soportes para transportar rampas de asalto en los costados.
- Sdkfz 251/8 - Krankenpanzerwagen. Ambulancia blindada.
- Sdkfz 251/9 - Schützenpanzerwagen (7,5cm KwK37). Equipado con un cañón de baja velocidad L/24 de 75 mm y caña corta.
- Sdkfz 251/10 - Schützenpanzerwagen (3,7cm PaK). Equipado con un cañón antitanque PaK 36.
- Sdkfz 251/11 - Fernsprechpanzerwagen. Vehículo para tender líneas telefónicas.
- Sdkfz 251/12 - Messtrupp und Geratpanzerwagen. Observación y cálculo de tiro para artillería.
- Sdkfz 251/13 - Schallaufnahmepanzerwagen. Vehículo de escucha.
- Sdkfz 251/14 - Schallaufnahmepanzerwagen. Vehículo de escucha.
- Sdkfz 251/15 - Lichtauswertepanzerwagen. Vehículo de apoyo a las dotaciones de artillería
- Sdkfz 251/16 - Flammpanzerwagen. Semioruga con lanzallamas, podían ser desmontados y usados por la infantería.
- Sdkfz 251/17 - Schützenpanzerwagen (2cm FlaK38). Semioruga con cañón antiaéreo 2 cm FlaK 38.
- Sdkfz 251/18 - Beobachtungspanzerwagen. Vehículo de observación.
- Sdkfz 251/19 - Fernsprechbetriebspanzerwagen. Central telefónica móvil.
- Sdkfz 251/20 - Schützenpanzerwagen (Infrarotscheinwerfer) Uhu. Vehículo de observación con proyector infrarrojo.
- Sdkfz 251/21 - Schützenpanzerwagen mit Fla MG Drilling. Equipado con una batería de tres ametralladoras pesadas MG 151 de 15 mm o 3 cañones automáticos de 20 mm.
- Sdkfz 251/22 - 7.5cm PaK40 L/46 auf Mittlerem Schützenpanzerwagen. Armado con un cañón antitanque PaK 40 75 mm L/46.
- Sdkfz 251/23 - 2cm Hängelafette 38 auf Mittlerem Schützenpanzerwagen. Versión de reconocimiento con una torreta modificada.

## Galería

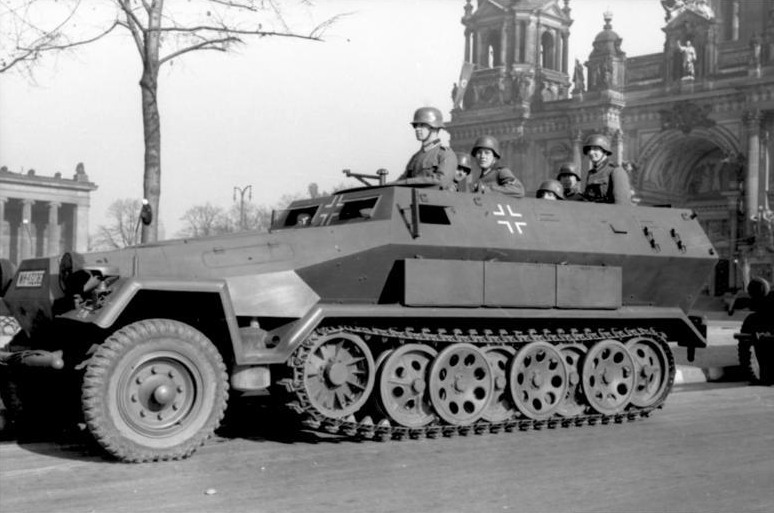
Sd.Kfz. 251/1 Ausf. A
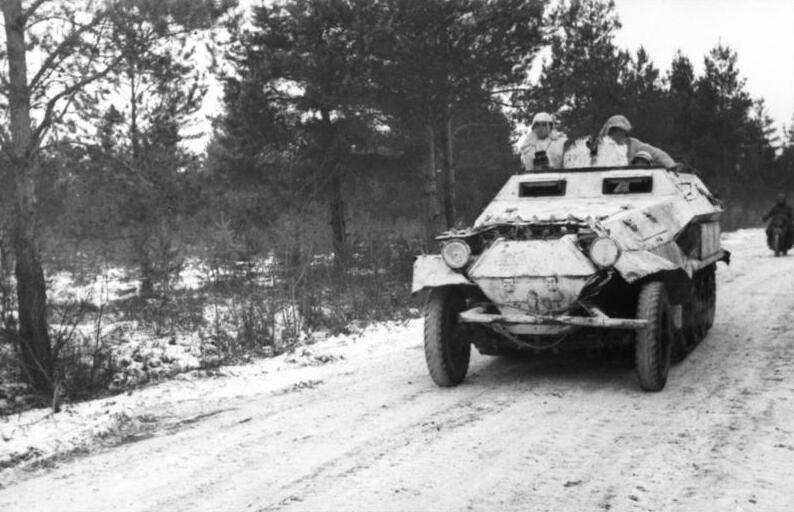
Sd.Kfz. 251/1 Ausf. B
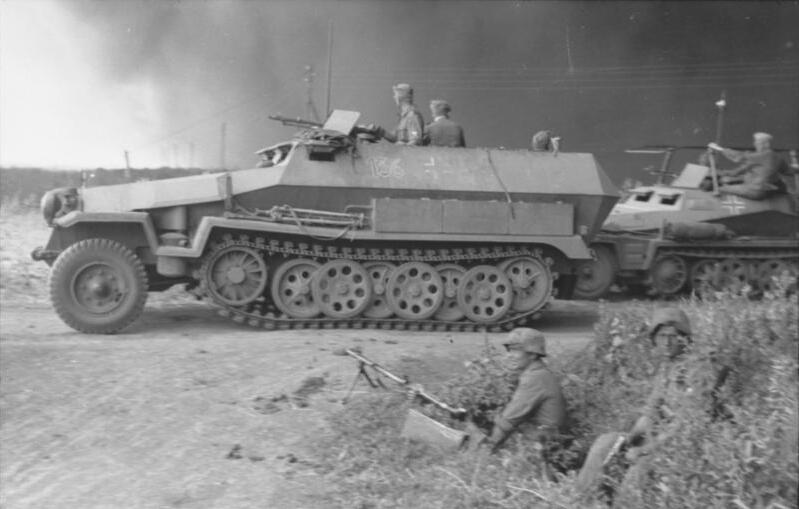
Sd.Kfz. 251/1 Ausf. C
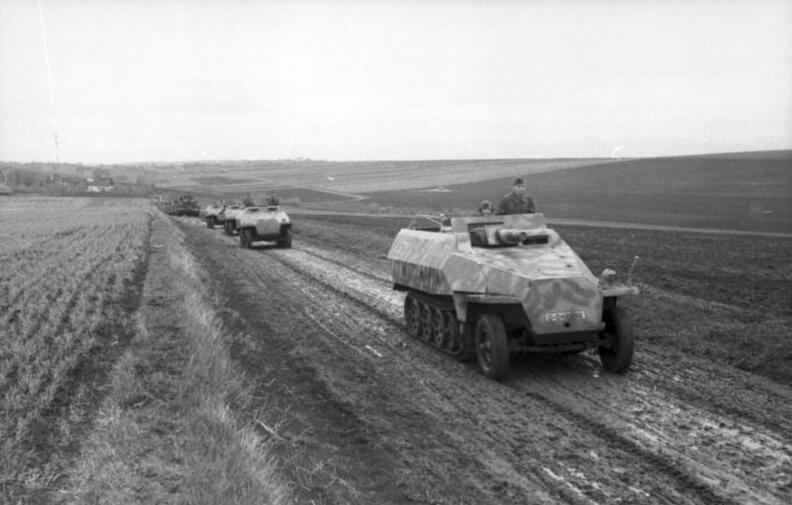
Sd.Kfz. 251/9 Ausf. D
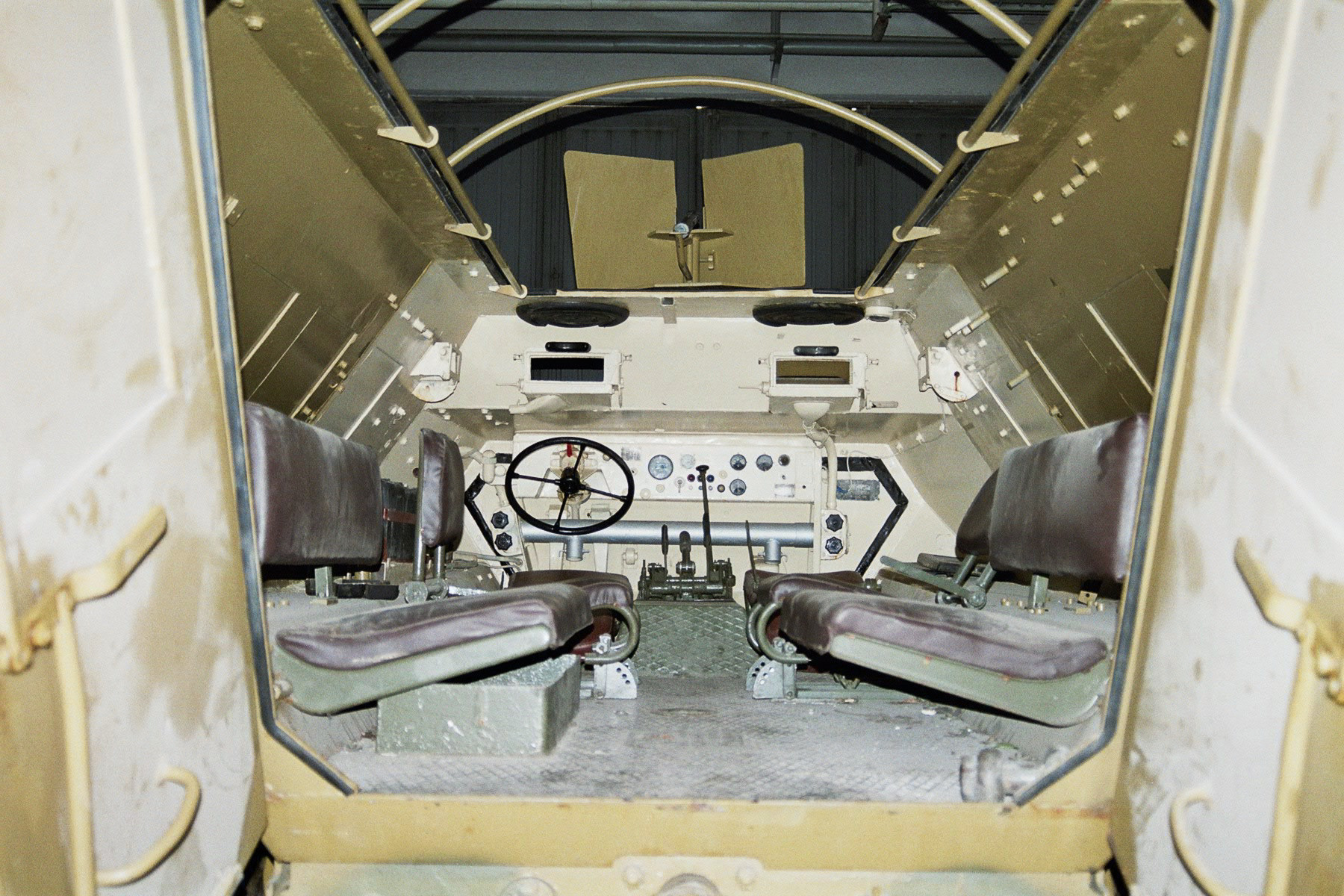
Vista interior de un Sd.Kfz. 251 Ausf. D
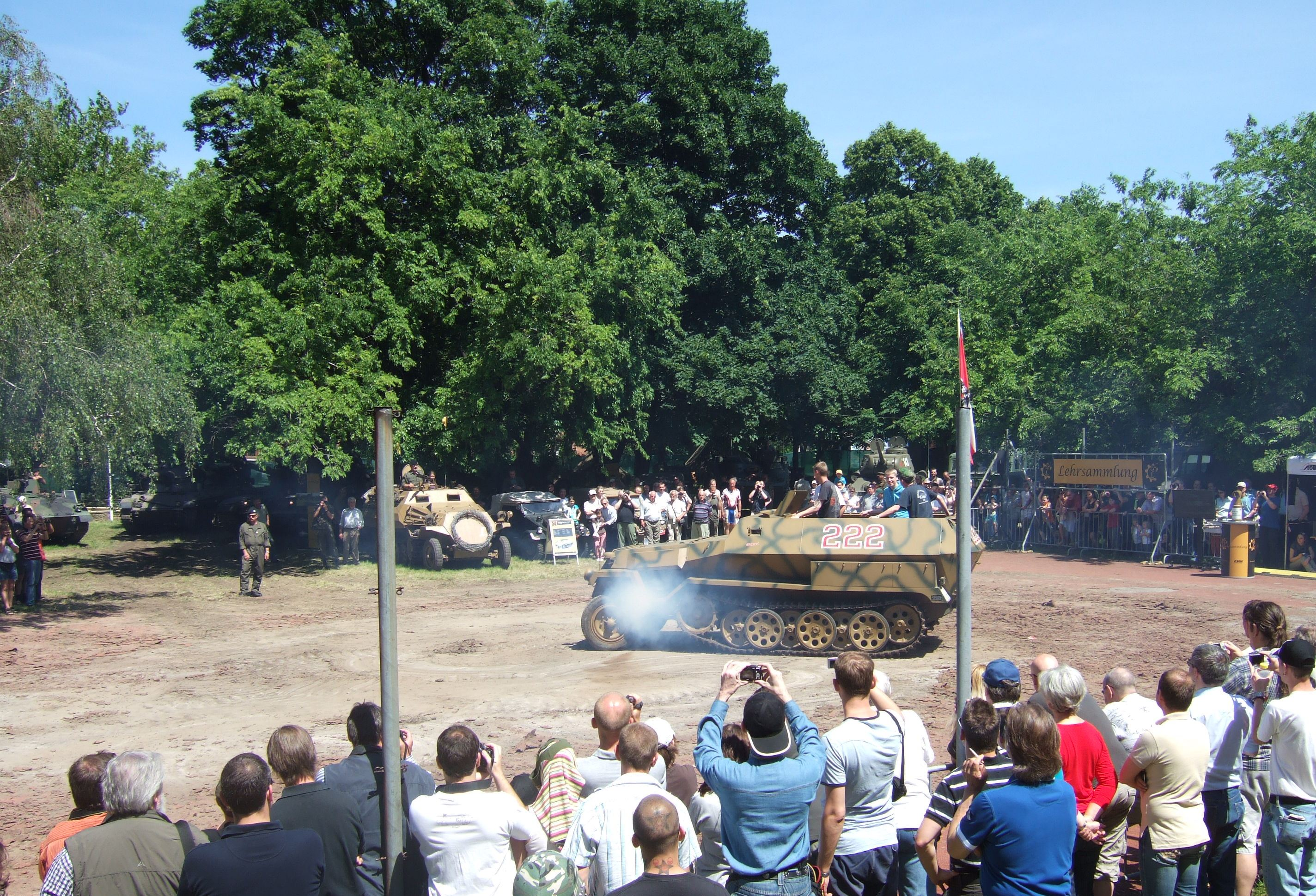
Un Sd.Kfz 251 funcional en el Heeresgeschichtlichen Museum de Viena.
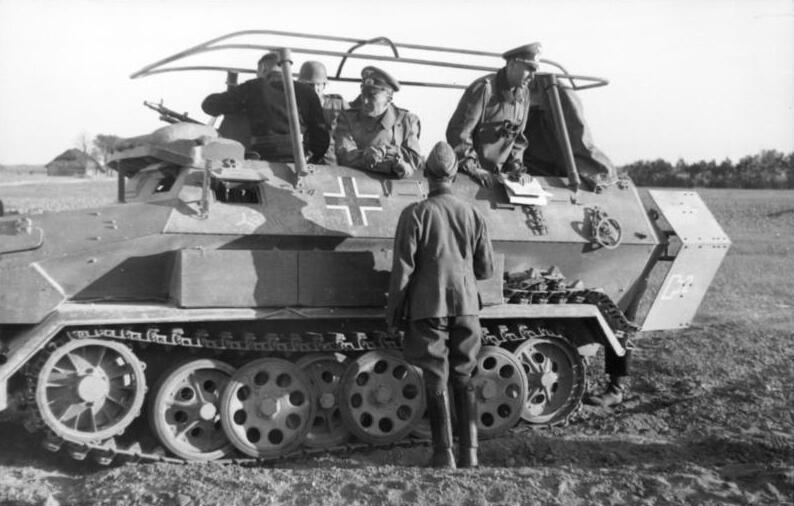
Sd.Kfz. 251/3 "Funkpanzerwagen".
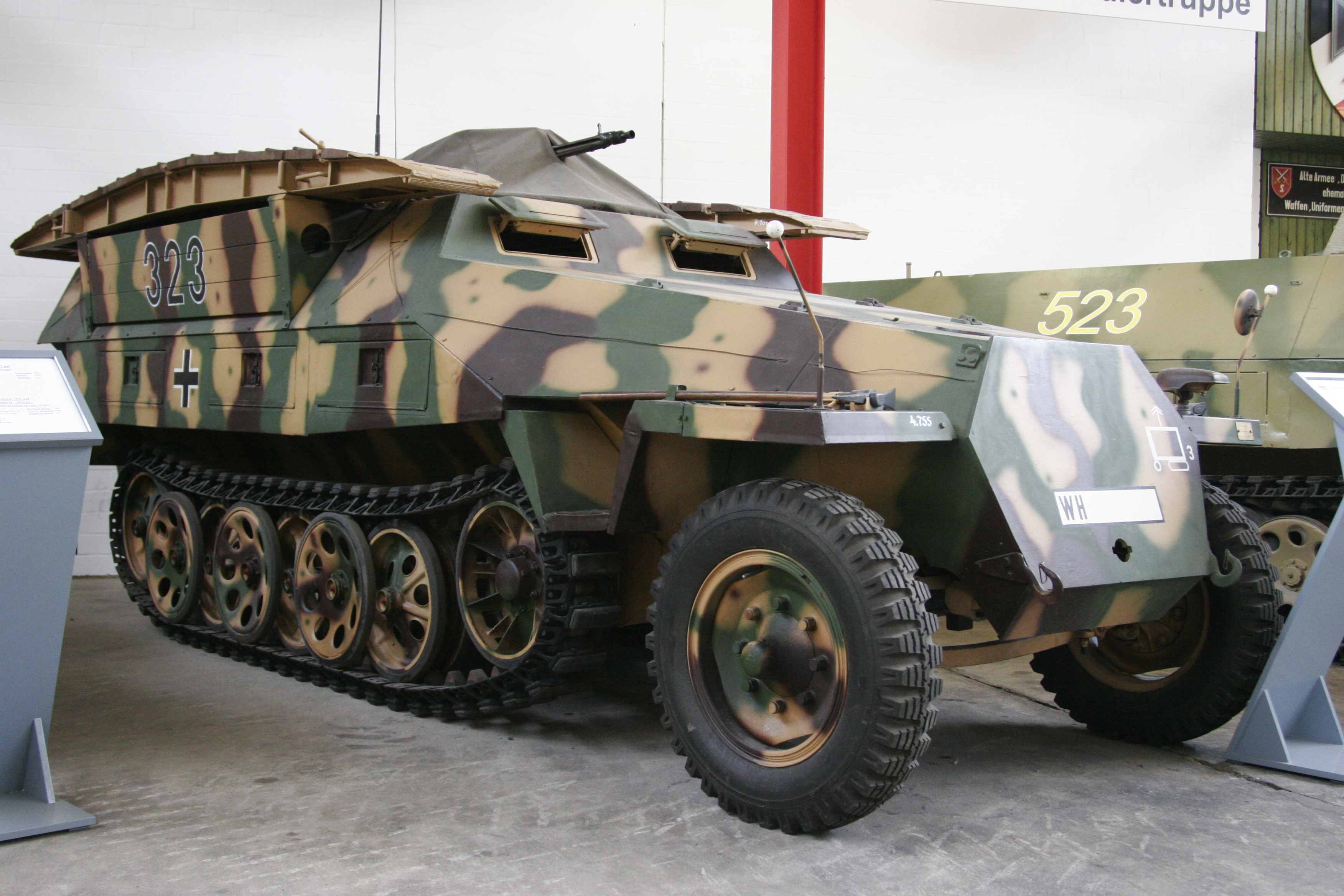
Sd.Kfz. 251/7 "Pionierpanzerwagen".
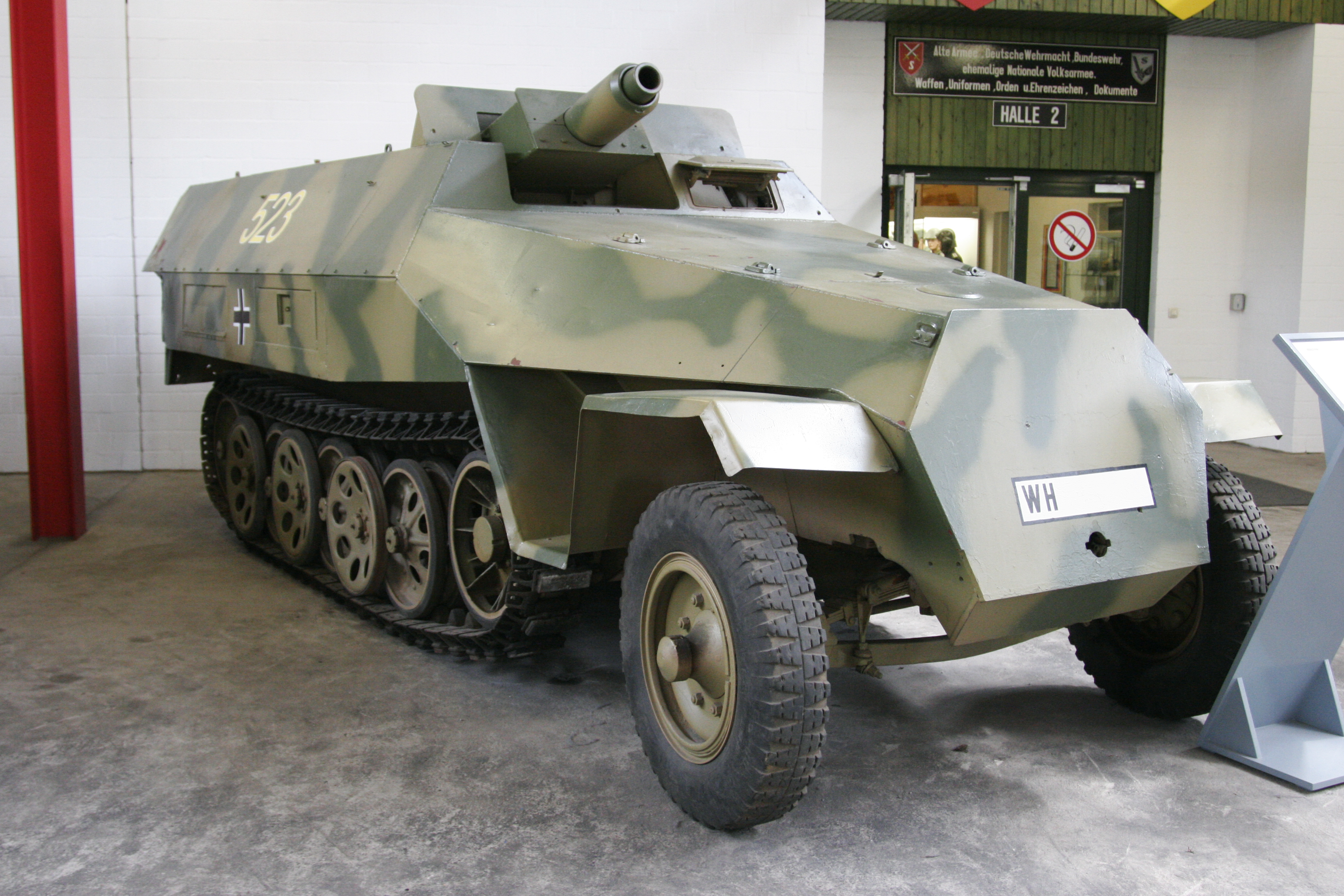
Sd.Kfz. 251/9 "Stummel".
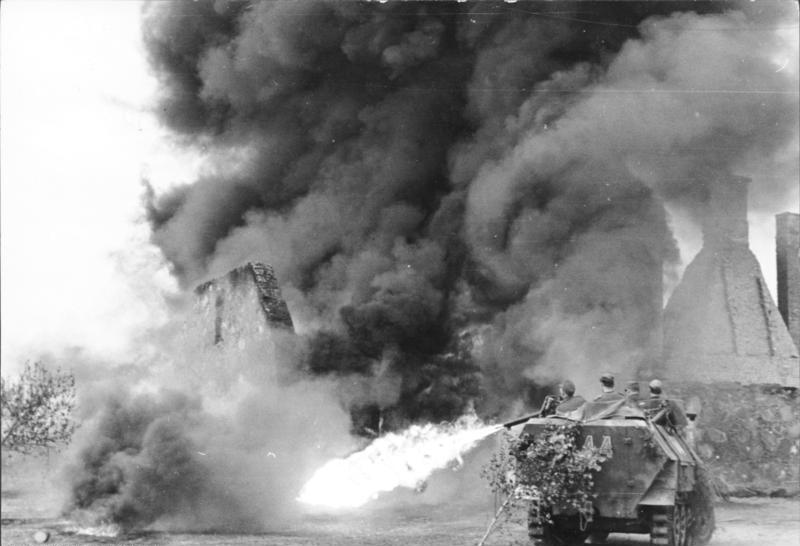
Sd.Kfz. 251/16 "Flammpanzerwagen".
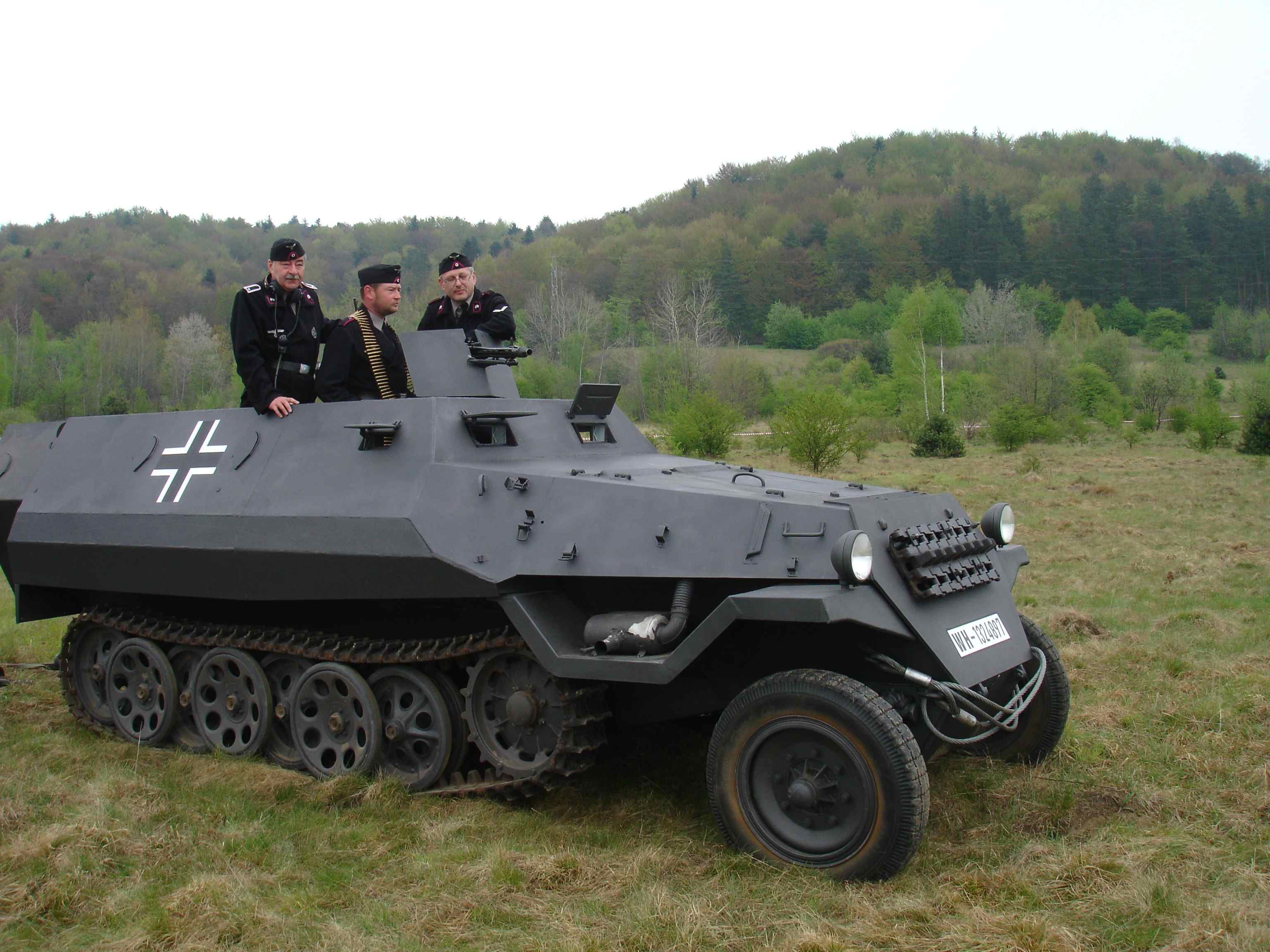
OT-810 de una compañía de recreación histórica, pintado como SdKfz 251.